# عرابو طوكيو
عَرّابو طوكيو (باليابانية: 東京ゴッドファーザーズ) هو فيلم أنمي ياباني إخراج ساتوشي كون، وإنتاج ستديو مادهاوس، عرض لأول مرة في اليابان في 29 ديسمبر 2003. هذا الفيلم هو ثالث فيلم لساتوشي كون بعد الكمال الأزرق وممثلة الألفية.

## القصة
في ليلة عيد الميلاد، اكتشف ثلاثة أشخاص مشردين - مدمن على الكحول في منتصف العمر يُدعى جين، ودراق كوين يدعى هانا، ومراهقة هاربة تدعى ميوكي - وجود طفل حديث الولادة متروك أثناء البحث في القمامة عن الهدايا. يوجد مع الطفل رسالة تطلب من المكتشف أن يعتني به جيدًا ومفتاح يؤدي إلى حقيبة تحتوي على أدلة حول هوية الوالدين.

## روابط خارجية
- عرابو طوكيو على موقع IMDb (الإنجليزية)
- عرابو طوكيو على موقع ميتاكريتيك (الإنجليزية)
- عرابو طوكيو على موقع روتن توميتوز (الإنجليزية)
- عرابو طوكيو على موقع نتفليكس (الإنجليزية)
- عرابو طوكيو على موقع ألو سيني (الفرنسية)
- عرابو طوكيو على موقع أول موفي (الإنجليزية)
- عرابو طوكيو على موقع فيلمافينيتي (الإسبانية)
- عرابو طوكيو على موقع قاعدة بيانات الأفلام السويدية (السويدية)
- عرابو طوكيو على موقع قاعدة بيانات الفيلم (الإنجليزية)
- عرابو طوكيو على موقع ليتربوكسد (الإنجليزية)